# Claus Holm
Claus Holm (Bochum, 4 agosto 1918 – Berlino, 21 settembre 1996) è stato un attore tedesco.

## Filmografia parziale

### Cinema
- La tigre di Eschnapur (Der Tiger von Eschnapur), regia di Fritz Lang (1959)
- La maledizione del serpente giallo (Der Fluch der gelben Schlange), regia di Franz Josef Gottlieb (1963)
- Il gorilla di Soho (Der Gorilla von Soho), regia di Alfred Vohrer (1968)
- Il matrimonio di Maria Braun (Die Ehe der Maria Braun), regia di Rainer Werner Fassbinder (1979)

### Televisione
- Berlin Alexanderplatz - miniserie TV, 12 episodi (1980)